# Sinval Malheiros
Sinval Malheiros Pinto Júnior (Pindorama, 23 de fevereiro de 1951) é um médico e político brasileiro.
Atualmente é filiado ao Podemos (PODE), tendo já sido filiado ao Partido Verde (PV).
Durante as eleições estaduais de 2014, Malheiros foi eleito deputado federal por São Paulo. Em janeiro de 2015, Malheiros assumiu como suplente a vaga de Roberto de Lucena por um mês, antes do término da legislatura.
Votou a favor do Processo de impeachment de Dilma Rousseff. Já durante o Governo Michel Temer, votou a favor da PEC do Teto dos Gastos Públicos. Em abril de 2017 foi contrário à Reforma Trabalhista.  Em agosto de 2017 votou contra o processo em que se pedia abertura de investigação do presidente Michel Temer, ajudando a arquivar a denúncia do Ministério Público Federal. Na sessão do dia 25 de outubro de 2017, o deputado, mais uma vez, votou contra o prosseguimento da investigação do presidente Temer, acusado pelos crimes de obstrução de Justiça e organização criminosa. O resultado da votação livrou o Michel Temer de uma investigação por parte do Supremo Tribunal Federal (STF).